# Rodica Tanțău
Rodica Tanțău este un Profesor universitar, sociolog, economist, cercetător și autor român, cunoscută pentru contribuțiile sale în domeniul studiului  științei politice, sociologiei economice, psihologiei sociale, și  eticii în afaceri.  

## Biografie
Rodica Tanțău (Berciu) s-a născut în București, într-o familie de intelectuali care include între veri pe omul de știință Viorica Mărâi și pictorul Ioan Atanasiu Delamare. Mama sa a fost profesorul universitar Lucia Berciu, iar sora sa este istoricul Adina Berciu-Drăghicescu.
A absolvit cursurile Facultății de Istorie a Universității din București, precum și pe cele ale Facultății de Economie Generală a Academiei de Studii Economice din București. Este doctor în istorie la Universitatea din București din anul 1971, prezentând lucrarea ”Economia geto-dacilor”.  Este profesor universitar la Academia de Studii Economice din București, Departamentul de Filosofie și Științe Socioumane.

## Activitate profesională
La Academia de Studii Economice din București (ASE) a predat, în limbile română și germană, disciplinele: științe politice/ Politikwissenschaft, sociologie economică/ Wirtschaftssoziologie, psihologie socială/ Sozialpsychologie și etică în afaceri/ Unternehmensethik. 
Dincolo de activitatea pedagogică, a participat la numeroase simpozioane științifice, în țară și în străinătate, pe teme în domeniile sociologie, politologie, istorie, etică, și este autorul-coautorul a mai multor cărți: Meșteșugurile la geto-daci , Politologie, și Politikwissenschaft. Conform catalogului internațional al bibliotecilor, WorldCat, copii ale cărților sale există în colecțiile a peste 35 de biblioteci academice, atât în România cât și în străinătate.
Este membră a Asociației Internaționale Sonnenberg (Germania) și a Societății de Istorie și Retrologie Agrară din România (SIRAR). Pentru întreaga sa activitate, a primit Diploma pentru contribuții deosebite a ASE București.